# Psychotria alemquerensis
Psychotria alemquerensis là một loài thực vật có hoa trong họ Thiến thảo. Loài này được Huber miêu tả khoa học đầu tiên năm 1914.